# トリエント・ミサ

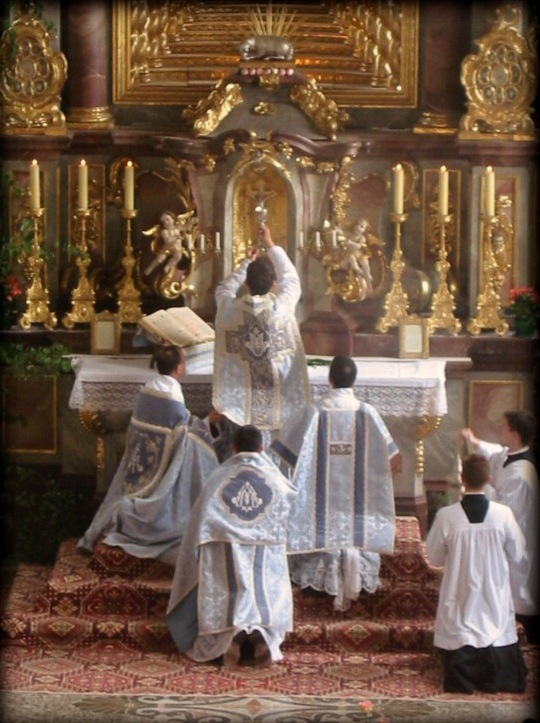
聖変化した御血が入ったカリスを奉挙する。荘厳ミサ

トリエント・ミサ（英語: Tridentine Mass）は、1570年に定められて以降1970年ごろまで全世界のカトリック教会で共通して用いられたミサの様式。式文のほとんどがラテン語で、「ピオ5世ミサ」（英語: Mass of Saint Pius V）、「伝統的ラテン語ミサ」、「聖伝のミサ」（英: Traditional Mass）などと呼ばれることもある。
1970年以降、第2バチカン公会議の精神に従って新たに定められた各国語によるミサ形式（「パウロ6世ミサ」とも呼ぶ）が用いられるようになり、トリエント・ミサが行われる機会は少なくなったが、一部の教会やグループが教皇庁と所属司教からの許可を得てトリエント・ミサを行っている場合がある。
なお、トリエント・ミサのことを「ラテン語ミサ」と呼ばれることもあるが、パウロ6世ミサもラテン語で執り行われることがあるため、言い方としてはやや不正確になる。また、ミサ式文のほとんどすべてがラテン語だが、一部にギリシア語とヘブライ語の言葉が入っている。

## 概説
「トリエント・ミサ」という名称は、16世紀に行われたカトリック教会の公会議（トリエント公会議）からとられている。この会議において、それまでばらばらだったミサの様式を統一することが決議され、1570年に教皇ピオ5世の名でミサ典書の規範版が発表された。ピオ5世は、世界のカトリック教会でこの様式を用いるよう命じたが、1370年以前にさかのぼる典礼様式を保持する地域に関しては例外とした。このミサ典書は1604年、1634年、1888年、1920年、1955年、1962年に改訂されている。

### ローマ典礼様式
教皇ピオ5世は、1570年7月14日付きで大勅令『クオー・プリームム・テンポレ(Quo Primum Tempore)』を出し、ローマのミサ典礼様式に従うローマ・ミサ典書を永久に有効なミサ聖祭として義務化した。これがいわゆる「トリエント・ミサ」である。
ただし、教皇ベネディクト16世によると、厳密に言えば、そもそもピオ5世によって新しく無から創造された「聖ピオ5世のミサ典書」なるものも、「トリエント・ミサ」なるものも存在しない。「トリエント・ミサ」という言い方は、厳密には正しい言い方ではない。
「成長の長い歴史における一つの段階として、聖ピオ5世によって為された改訂があるのみ」であり、ピオ5世はただ、少なくとも200年以上の歴史を持っていることを証明することが出来ない典礼様式（ritus）を使っている地域にローマ・ミサ典書(Missale Romanum) すなわちローマで使われているミサ典書が使われなければならないことを決定しただけであった。しかし200年以上の歴史がある典礼を持つところではどこでもそれを保持することができた。いわゆる「トリエント・ミサ」なるものは、「歴史的に成立してきたミサ典書」また「人間に先立って神から与えられたもの」として、ピオ5世によって制裁された「古代教会の聖体秘跡書以来、何世紀も綿々とつづいてきたミサ典書」である。このミサ典書は、決して「学者たちの仕事、法律家の権限によってつくりだされたもの」や「人間の裁量の領域のうちにあるもの」ではない。
そのため、2007年7月7日に出した自発教令『スンモールム・ポンティフィクム』では、ベネディクト16世は「トリエント・ミサ」とは言わずに「聖ピオ5世が発布し、福者ヨハネ23世があらためて発布したローマ・ミサ典礼書」と呼び、同時にミサ典礼の「特別な形式(Forma extraordinaria)」とも言った。
典礼学者クラウス・ガンバー(Klaus Gamber) によれば、ローマ典礼様式はその重要部分が、少なくとも4世紀、より正確に言うと教皇ダマソ1世（在位366-384年）の時代に遡ることができ、その後の教皇ジェラジオ1世（在位492-496年）の時代のミサ典文は、大聖グレゴリオ1世（在位590-604年）が手を付けた僅かな変更を除いて、現代にまで伝えられている形のミサ典文そのままであることが確認できる。5世紀以来、教皇たちはただ一つのことを要求してきた。それは（ラテン典礼では）ローマ典文を使わなければならないということであった。何故なら、教皇たちの理由は、この典文が使徒聖ペトロに由来するものだからだ。しかしその他の部分に関しては、地方の教会の習慣が尊重された。
ミラノを中心に行われていたアンブロジウス典礼、トレドとマドリッドで行われていたモザラベ典礼、12世紀以来の伝統を持つカルメル会、カルトゥジオ会、ドミニコ会の独自の典礼様式(ritus)などが認可されていた。しかし、典礼様式はそれぞれ異なっても、それらを統一するものはローマ典文(Canon) であった。これは、5世紀以来の教皇たちが使徒聖ペトロに由来する、という典文であり、どの典礼様式であろうとこれを何も手を付け加えずに使用してきた。教皇たちはこのローマ典文が使徒ペトロからの聖伝に基づくと何度も繰り返し述べてきたからである。
その理由は、教皇には教会の最高牧者として聖伝の典礼様式を廃止する権能があると述べられている文章は、カトリック教会法典を含めて一つも存在していないからであるし、事実、パウロ6世がそうするまで、教皇たちは固有の意味におけるミサ式次第(Ordo Missae) には一切変化を加えたことがない（ただし、特にトリエント公会議以後は、教皇たちは新しい祝日のために新しい固有文を導入しただけである）からである。
また、教皇ベネディクト16世は、「いかなる権威当局も典礼を「作り上げる」ことは出来ない。教皇は典礼の同質的な発展、典礼の完全性とその同一性の永続のための謙遜なしもべに過ぎない」と述べている。

### ピオ5世によるミサ様式
しかしトリエント公会議以前、ミサの形式は国や地域によってさまざまで統一された様式がなかった。宗教改革運動の波及に対してカトリック教会の求心力を高めるためにもミサの様式の統一が緊急課題となった。またプロテスタントの教会では、従来のミサのやり方をいろいろと改めたりミサそのものを廃止するなどの動きが盛んになったこともあり、個人によるミサの改変を防ぐためにもミサ様式の統一が必要であった。
16世紀にピオ5世が実行したことは、それまでローマと西欧の多くの地域で使用されていたローマ・クリアのミサ典書(Curiae Missale) を、「ローマ・ミサ典書(Missale Romanum)」として1570年に出版したことであり、ピオ5世によって出版されたのは「新しい」ミサ典書ではなかった。
ピオ5世は統一されたミサ様式の使用を求めつつも、200年以上の伝統を持つミサ様式に関しては存続を認めた。認められたものの中にはミラノを中心に行われていたアンブロジウス典礼、トレドとマドリッドで行われていたモザラベ典礼などがあり、12世紀以来の伝統を持つカルメル会、カルトゥジオ会、ドミニコ会の独自の典礼様式も認可された。ポルトガルで行われていたブラガ典礼などの様式はこのときに失われたと考えられている。ピオ5世はこのミサ様式の改定と統一の意味を、初代教会と教父たちの典礼様式に立ち戻ることと考えていた。

## 新しいミサ様式の誕生
トリエント公会議以来のミサのあり方を見直す作業は、教皇ピオ12世による1955年の聖週間のミサの改訂から始まった。これによって従来行われていた聖金曜日の伝統的なミサは廃止され、キリストの死をいたむという意味で聖体拝領のみが行われるようになった。同時に聖木曜日の荘厳な晩課も廃止された。このような改革に対し、伝統が失われるという非難の声もあがった。
1960年、教皇ヨハネ23世は、聖金曜日の典礼で用いられていたユダヤ人を指す言葉「ペルフィディス」（Perfidis = 信じないもの）という侮蔑的な表現の削除を命じ、2年後の1962年にミサ典書の全面改訂を行うにいたった。（この1962年版のトリエント・ミサの様式は今でも聖ピオ十世会のミサで用いられている。）ヨハネ23世時代には他にもさまざまな典礼改革が行われた。たとえば第一奉献文の中に聖ヨゼフの名前を加えること、聖ペトロの使徒座といった政治的な意味合いの強い祝日や聖フィロメナなどの伝説の聖人の祝日の廃止、14もあった大祝日前の八日間の祝いの廃止などがある。
1963年12月4日、第2バチカン公会議の第二会期においてミサと典礼の問題が討議された。1964年から1969年にかけてはミサの内容に少しずつ手が加えられていった。祭壇に上がる前に唱える詩篇42とミサの終わりに唱える福音（『ヨハネによる福音書』1:1-14）が廃止されたものの、この頃はミサ自体は依然ラテン語で行われていた。
そして教皇パウロ6世は公会議の決議に従った典礼改革に乗り出し、1969年4月28日の枢機卿会議で「ミサの新しい式次第(Novus Ordo Missae)」について予告し、同年5月2日に、使徒憲章『ミッサーレ・ロマヌム』を1969年4月3日（聖木曜日）付けで公布して、「新しいミサ」の様式について解説した。
パウロ6世の「新しいミサ」とその総則は、1969年4月3日の承認後に何度も修正が加えられ、公式の規範版が発表されたのは、1970年3月のことであった。「新しいミサ」の使用開始の正確な日付は、『ミッサーレ・ロマーヌム』にあるとおりの「1969年11月30日待降節第1主日」ではなく、事実上、1970年から「新しいミサ」の規範版が用いられることになった。（そのため、教皇ベネディクト16世は、2007年7月7日付けの自発教書『スンモールム・ポンティフィクム』で「1970年に教皇パウロ6世が発布したローマ･ミサ典礼書」と呼んでいる。）
パウロ6世のミサを批判する人々の中には、ミサの様式が改められてからミサへの参加者の減少、司祭や修道者の減少などが起こったと言う者もある。教皇ベネディクト16世は、「私たちが今日経験している教会の危機は、『あたかも神が存在していないかのような(etsi Deus non daretur)』の原則に従って行われた改革の結果である典礼の崩壊が原因であると、私は確信しております。」と述べている。

## 現代におけるトリエント・ミサの位置づけ

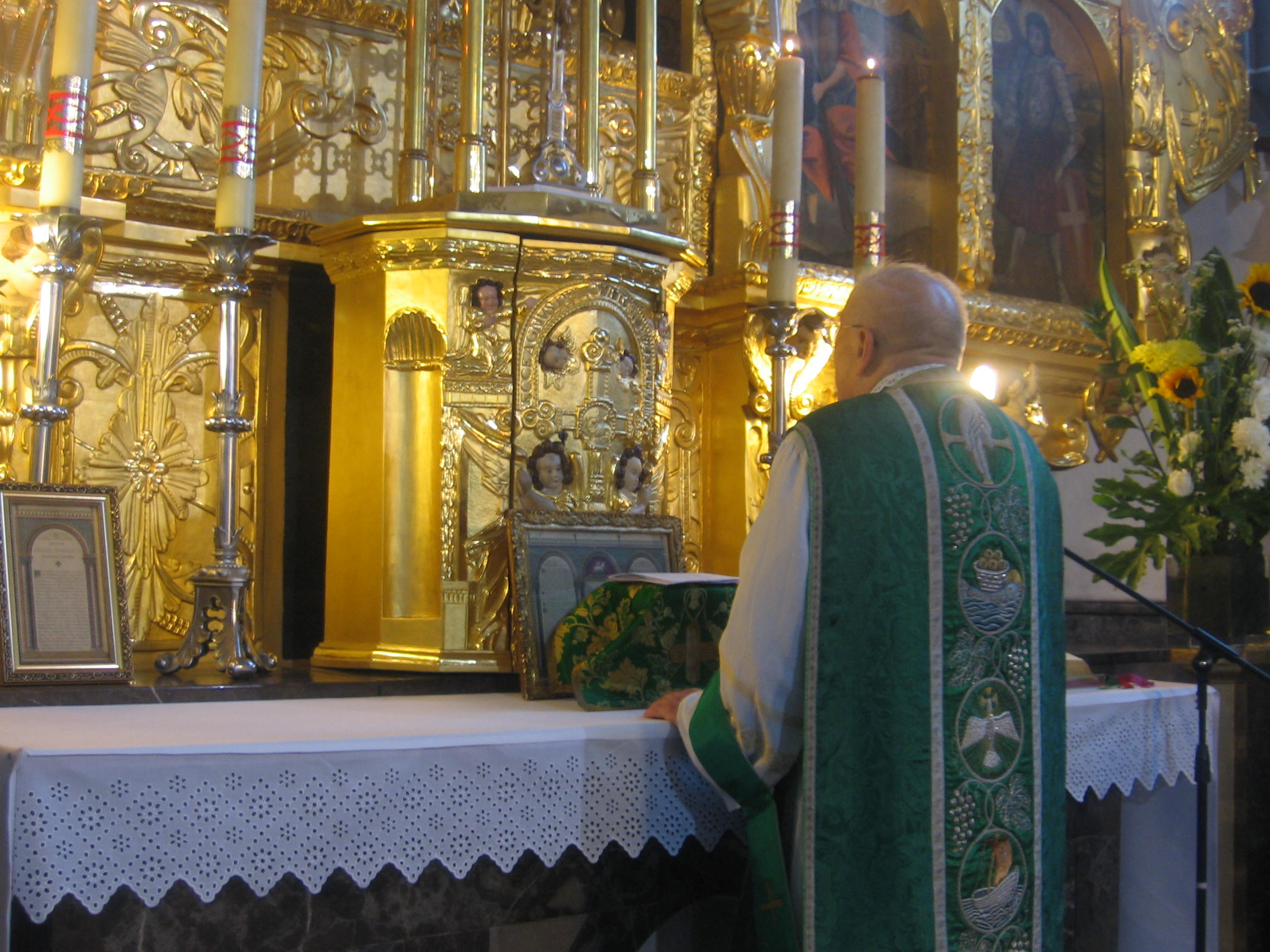
ミサ聖祭

第2バチカン公会議以降のカトリック教会におけるトリエント・ミサは、1984年に発表された典礼秘蹟省の書簡『クアットル・アビニク・アンノス』(Quattuor abhinc annos) と1988年の教皇の使徒的書簡『エクレジア・デイ』(Ecclesia Dei) に示されていた通り、トリエント・ミサを挙げる為の規制が定められていた。
2007年7月7日に教皇ベネディクト16世は自発教令『スンモールム・ポンティフィクム』(Summorunum Pontoficum)を発表し、それまでの『クアットル・アビニク・アンノス』と『エクレジア・デイ』に定められたトリエント・ミサの挙行に関する規定をより寛大なものへと変更した。
1. 『クアットル・アビニク・アンノス』では、各教区において司教が、信徒の要望があったときにトリエント・ミサを許可する権限を与えるとしている。
2. 『エクレジア・デイ』では、「伝統あるトリエント・ミサに対しては現代においても常に敬意が払われなければならない」と教皇が述べている。1962年版のトリエント・ミサをたてる許可は教皇庁から直接与えられるだけでなく、各地域の司教にも許可する権限がある。実際、現代でも多くの申請があり、許可が与えられている。教皇庁の許可のもとにトリエント・ミサをたてている団体の所在地リストは「ウナ・ヴォチェ」というグループのウェブサイトから知ることもできる。
3. 『スンモールム・ポンティフィクム』では、「聖ピオ5世が発布し、福者ヨハネ23世があらためて発布したローマ・ミサ典礼書」が決して廃止されていないこと、その挙行が自由であることが確認された。この自発教令の重要な点は次の通りである。

- ミサ典書について

1. 聖ピオ5世が発布し、福者ヨハネ23世があらためて発布したローマ・ミサ典礼書…このあがむべき古くからの典礼の使用に対してふさわしい敬意が払われなければならない。（第1項）
2. 福者ヨハネ23世によって発布され、決して廃止されたことのないローマ・ミサ典礼書規範版に従って、教会の典礼の特別な形式としてミサのいけにえを行うことは許される。（第1項）
3. ラテン典礼のカトリック教会の司祭は皆、教区司祭と修道司祭の別にかかわらず、過越の聖なる3日間を除くすべての日に、1962年に教皇福者ヨハネ23世が発布したローマ･ミサ典礼書と、1970年に教皇パウロ6世が発布したローマ･ミサ典礼書のいずれをも用いることができる。いずれのミサ典礼書に従ってこのような典礼を行うにせよ、司祭はそのために使徒座ないし自らの裁治権者から許可を得る必要はない。（第2項）
4. 信者も、上記第2項で述べたミサにあずかることができる。（第4項）
5. 修道会が、修道院としてまたは「共同体」として、自分たちの礼拝堂で、 1962年に発布されたローマ･ミサ典礼書に従ってミサを行うことを望むなら、それは許される。（第3項）

- その他の秘跡に関する典礼について

1. 小教区の主任司祭は、すべてのことがらを十分に考慮した上で、霊魂の善益が求める場合に、洗礼、結婚、ゆるし、病者の塗油の秘跡を執行する際に、以前の典礼を使用する許可を与えることができる。（第9項　§1）
2. 裁治権者は、霊魂の善益が求める場合に、以前のローマ司教典礼書を用いて堅信の秘跡を授ける権能を与えられる。（第9項　§2）
3. 叙階された聖職者は、1962年に発布された福者ヨハネ23世のローマ聖務日課を用いることもできる。（第9項　§3）
4. 地区裁治権者は、適切と考える場合に、以前のローマ典礼の形式に従って典礼を行うために、教会法第518条に基づく属人小教区を設立するか、教会主管者司祭ないし団体付司祭を任命するべきである。（第10項）

2011年5月13日には、自発教令『スンモールム・ポンティフィクム』の適用に関する指針『ウニヴェルセ・エクレジエ』(Universae Ecclesiae) が発表された。この指針は、エクレジア・デイ委員会委員長であるレバダ枢機卿が署名し、教皇ベネディクト16世が承認している。その要点は次の通りである。
1. トリエント・ミサを廃止することは絶対に出来ない。「前の世代が神聖なものとして持っていたものは、私達にとってもまた神聖であり、偉大なままです。それ故、それが突然全く禁じられるなどということはあり得ませんし、また有害であると考えられることさえあり得ません。」（第7項）
2. ローマ典礼様式の特別形式の挙行をする権能は、全ての司祭に与えられている。「自発教令『スンモールム・ポンティフィクム』の条項により、そのようなミサを挙行するために教区長又は上長からのいかなる特別の許可を必要としない。」（第23項）
3. 堅信・聖務日課・儀式書の古い形式を自由に使うことができる。（第29項、第32項および第35項）